# Bence Horváth
Bence Horváth (1 de agosto de 1992) es un deportista húngaro que compitió en piragüismo en la modalidad de aguas tranquilas. Ganó una medalla de plata en el Campeonato Europeo de Piragüismo de 2016.
Había ganado una medalla de plata en el Campeonato Mundial de Piragüismo de 2017 y otra de plata en el Campeonato Europeo de Piragüismo de 2017, pero las perdió al dar positivo por EPO en un control antidopaje realizado en junio de 2016.

## Palmarés internacional
| Campeonato Mundial | Campeonato Mundial       | Campeonato Mundial | Campeonato Mundial |
| Año                | Lugar                    | Medalla            | Competición        |
| ------------------ | ------------------------ | ------------------ | ------------------ |
| 2017               | Račice (República Checa) | DSC                | K1 200 m           |
| Campeonato Europeo |                          |                    |                    |
| Año                | Lugar                    | Medalla            | Competición        |
| 2016               | Moscú (Rusia)            | Medalla de plata   | K2 200 m           |
| 2017               | Plovdiv (Bulgaria)       | DSC                | K1 200 m           |